# Tranzscheliella sparti
Tranzscheliella sparti är en svampart som först beskrevs av Massenot, och fick sitt nu gällande namn av Vánky 2003. Tranzscheliella sparti ingår i släktet Tranzscheliella och familjen Ustilaginaceae.   Inga underarter finns listade i Catalogue of Life.